# Ceux de la Libération
Ceux de la Libération (CDLL) était l'un des grands mouvements de la Résistance intérieure française (en zone occupée) pendant la Seconde Guerre mondiale.
CDLL était l'un des huit grands réseaux de résistance membre du Conseil national de la Résistance (CNR).

## Historique
Ceux de la Libération est créé dès le 2 août 1940, par Maurice Ripoche, Maurice Nore et Yves Chabrol qui sont voisins dans le quartier Denfert-Rochereau (Paris XIVe). Le mouvement tire son nom des premières lignes du manifeste que Ripoche et ses amis rédigent dans les premières semaines : « Français, nous serons ceux de la Libération » (diffusé en octobre 1940). 
À ce premier groupe se joignent rapidement Henri Pascal, Jacques Ballet, Pierre Beuchon (officier de réserve dans les chars en 1940) ainsi que René Leduc (alias Henri) qui est responsable du réseau évasion, permettant l'exfiltration des aviateurs et soldats alliés vers l'Espagne puis l'Angleterre. Le mouvement compte bientôt plusieurs milliers de membres en zone occupée. 
Au début de 1942, Roger Coquoin (alias Lenormand) (1897 - 1943) rencontre Maurice Ripoche et étend CDLL à Paris et en Province (Normandie, Champagne, Bourgogne, Vendée). 
CDLL recrute particulièrement dans les milieux de l'aéronautique et dans le Parti social français. Son activité consiste essentiellement à collecter du renseignement au profit l'Intelligence Service britannique.
En novembre 1942, le mouvement Vengeance de François Wetterwald et Victor Dupont amorce avec CDLL un processus de fusion qui devient effectif en juin 1943.
Au printemps 1943, son nouveau chef, Roger Coquoin, convainc le journaliste Aymé Guerrin, fondateur du groupe Vercingetorix de rejoindre CDLL. En contrepartie, Aymé Guerrin devient le rédacteur en chef du nouveau journal clandestin du mouvement France Libre.  
D'après Raymond Chanel, à la suite de la perte de leur contact avec l'Intelligence Service, qu'il nomme Bennett, l'Armée Volontaire se rapproche de CDLL peu avant l'arrestation de Chanel.
CDLL participe dès sa première réunion (le 27 mai 1943) au Conseil national de la Résistance (CNR).

## Principaux membres
- Pierre Audemard, arrêté le 8 juin 1943 et mort à Mauthausen[3].
- Jacques Ballet, Compagnon de la Libération.
- Christophe Beaulieu.
- Pierre Beuchon.
- Jean Bessemoulin.
- René Leduc, grand officier de la Légion d'honneur.
- Roger Coquoin-Lenormand, compagnon de la Libération.
- Raymond Deleule, compagnon de la Libération.
- Albert Forcinal[4].
- Jacques Froment.
- Pierre Gillet (abbé), pour la zone de Châlons.
- Émile Ginas, compagnon de la Libération, chef du mouvement après l'arrestation de Roger Coquoin.
- Aymé Guerrin.
- Pierre Jeanpierre.
- Henri Manhès.
- André Mutter.
- Maurice Ripoche.
- Colonel Paul Schimpff, chef du service Action. Arrêté le 28 avril 1943, déporté à Buchenwald, décédé au retour le 17 mai 1945.
- Gilbert Médéric-Védy.
- Georges Wauters.
- Jules Monnerot
- Just Saint-Ange Loiseau, zone de Troyes, arrêté par la gestapo le 12 mai 1944 , déporté dans "le convoi de la mort" arrivé à Dachau le 5 juillet 1944 et libéré par les américains le 5 avril 1945. Chevalier de la Légion d'honneur (promotion 1959), Croix de Guerre 39/45, Médaille de la Reconnaissance Française, Médaille de Combattant Volontaire, Médaille de la Déportation et de l'Internement pour faits de résistance. Félicitations officielles pour faits de résistance par le Général Dwight D. Eisenhower et le Général Arthur Tedder.

Les résistants du groupe René Gallais de Fougères rallié au CDLL en août 1941 :
- Albert Chodet[5]
- René Gallais[6],[7] exécuté à Munich
- Andrée Gallais, femme de René Gallais, déportée 1941-1945[6]
- Huguette Gallais, fille de René Gallais, déportée 1941-1945[6]
- Jules Frémont[8] exécuté à Munich
- Raymond Loizance[9] exécuté à Munich
- François Lebosse[10] exécuté à Munich
- Jules Rochelle[11] exécuté à Munich
- Louis Richer[12] exécuté à Munich
- Antoine Perez[13] exécuté à Munich
- Marcel Pitois[14] exécuté à Munich
- Louise Pitois morte en deportation (à Bergen-Belsen)[14]
- Marcel Lebastard, déporté 1941-1945
- Paul Fremond, resistant, interne
- Edmond Herbert, resistant, interne
- Georges Huet, resistant
- Fernand Boivent
- Téophile Jagu, déporté
- Pierre Constant
- Joseph Brindeau, mort durant son incarcération à Augsbourg[15]
- Emile Louvel résistant interne
- Joseph Louvel résistant interne
- Paul Morel alias Paul, résistant
- Alfred Marinais, résistant
- Marcel Morel alias le Patron, résistant
- Benjamin Garnier, résistant
- Josephine Bouffort, resistante
- Jean Le Ravallec, résistant
- Auguste Noël, resistant
- Romain Mancel, resistant
- Francis Loizance, resistant